# 유송 문제
송 태조 문황제 유의륭(宋 太祖 文皇帝 劉義隆, 407년 ~ 453년 3월 16일(음력 2월 21일))은 중국 남북조 시대 유송의 제3대 황제(재위: 424년 ~ 453년)이다. 무제의 셋째 아들이며 소제의 동생이다.

## 생애
무제는 동시에 군현의 통합을 추진하는 등 경제 재건을 그렸으나 재위 3년 만에 죽었다. 후사를 한문(寒門) 출신의 서선지(徐羨之), 부량(傅亮), 단도제(檀道濟), 사회(謝晦)에게 맡겼다. 그들은 소제를 폐위시키고, 문제를 즉위시켰다.
왕홍(王弘), 왕화(王華), 은중심(殷仲甚) 등의 귀족을 존중하고 문치를 내세운 30년간의 치세는 '원가의 치'라 불릴 정도로 태평성대를 구가하였다. 문제는 수재의 직의 기한을 6년으로 두어 지방을 안정화 시키고, 430년에 전서법(錢署法)을 두어 4주전(鑄錢)을 주조하여 일시에 화폐 경제를 부흥시켰다.
438년 유학, 현학, 문학, 사학의 4학을 연구하는 시설을 만들어 동진의 유민 도연명과 사령운, 안연지 등이 시문세계에서 활약했고, 토번, 하서왕 등과 교류하였다.
그러나 문제는 430년과 450년 2번에 걸쳐 북위(北魏) 태무제(太武帝)에게 패배하여 회북(淮北)을 빼앗긴 것으로 인해 군사비가 증가하였고, 결국 453년 태자인 유소에게 시해당했다.

## 가족

### 부모
- 부 : 고조무황제 유유(高祖武皇帝 劉裕)
- 모 : 문장황태후 호도안(文章皇太后 胡道安)

### 후비

#### 황후
- 문원황후 원제규(文元皇后 袁齊嬀, 405년 ~ 440년)
- 효무소황태후 노혜남(孝武昭皇太后 路惠男, 412년 ~ 466년)
- 명선황태후 심용희(明宣皇太后 沈容姬, 414년 ~ 453년)

#### 후궁
- 숙비 반씨(淑妃 潘氏, ? ~ 453년)
- 숙의 오씨(淑儀 吳氏)
- 수의 고씨(修儀 高氏)
- 수의 강씨(修儀 江氏)
- 수화 은씨(修華 殷氏, ? ~ 459년) - 사후 장녕원숙비(長寧園淑妃)로 추봉
- 수용 진씨(修容 陳氏)
- 첩여 조씨(婕妤 曹氏)
- 용화 사씨(容華 謝氏)
- 수의 양씨(修儀 楊氏)
- 미인 형씨(美人 邢氏)
- 미인 채씨(美人 蔡氏)
- 미인 동씨(美人 董氏)
- 미인 안씨(美人 顔氏)
- 미인 진씨(美人 陳氏)
- 미인 순씨(美人 荀氏)
- 미인 나씨(美人 羅氏)
- 미인 장씨(美人 蔣氏, ? ~ 446년)

### 황자
1. 황태자 유소(皇太子 劉劭, 424년 ~ 453년) - 문원황후 원씨 소생, 제4대 황제 원흉(元兇)
2. 시흥왕 유준(始興王 劉濬, 429년 ~ 453년) - 숙비 반씨 소생
3. 무릉왕 유준(武陵王 劉駿) - 효무소황태후 노씨 소생, 제5대 황제 효무제(孝武帝)
4. 남평목왕 유삭(南平穆王 劉鑠, 431년 ~ 453년) - 숙의 오씨 소생
5. 여릉소왕 유소(廬陵昭王 劉紹, 432년 ~ 452년) - 수의 고씨 소생
6. 경릉왕 유탄(竟陵王 劉誕, 433년 ~ 459년) - 수화 은씨 소생
7. 건평선간왕 유굉(建平宣簡王 劉宏, 434년 ~ 458년) - 첩여 조씨 소생
8. 동해왕 유위(東海王 劉褘, 436년 ~ 470년) - 수용 진씨 소생
9. 송명왕 유창(宋明王 劉昶, 436년 ~ 497년) - 용화 사씨 소생, 유송 멸망 전 봉호는 단양왕(丹陽王)
10. 무창왕 유혼(武昌王 劉渾, 439년 ~ 455년) - 수의 강씨 소생
11. 상동왕 유욱(湘東王 劉彧, 439년 ~ 472년) - 명선황태후 심씨 소생, 제7대 황제 명제(明帝)
12. 건안왕 유휴인(建安王 劉休仁, 443년 ~ 471년) - 수의 양씨 소생
13. 진평랄왕 유휴우(晉平剌王 劉休佑, 445년 ~ 471년) - 미인 형씨 소생
14. 해릉왕 유휴무(海陵王 劉休茂, 445년 ~ 461년) - 미인 채씨 소생
15. 파양애왕 유휴업(鄱陽哀王 劉休業, 445년 ~ 456년) - 미인 동씨 소생
16. 임경충왕 유휴천(臨慶沖王 劉休倩, 446년 ~ 454년) - 미인 안씨 소생
17. 신야회왕 유이부(新野懷王 劉夷父, 447년 ~ 452년) - 미인 진씨 소생
18. 계양왕 유휴범(桂陽王 劉休範, 448년 ~ 474년) - 미인 순씨 소생
19. 파릉애왕 유휴약(巴陵哀王 劉休若, 448년 ~ 471년) - 미인 나씨 소생

### 황녀
1. 동양헌공주 유영아(東陽獻公主 劉英娥) - 문원황후 원씨 소생
2. 해염공주(海鹽公主) - 미인 장씨 소생
3. 장성공주(長城公主)
4. 해염공주(海鹽公主)
5. 임천공주 유영원(臨川公主 劉英媛)
6. 회양공주(淮陽公主)
7. 신채공주 유영미(新蔡公主 劉英媚)
8. 남양공주(南陽公主)
9. 낭야정공주(琅邪貞公主)
10. 남군헌공주(南郡獻公主)
11. 심양공주(尋陽公主)
12. 여강공주(廬江公主)

## 기년
| 문제        | 원년            | 2년        | 3년        | 4년        | 5년        | 6년        | 7년        | 8년        | 9년        | 10년       |
| ----------- | --------------- | ---------- | ---------- | ---------- | ---------- | ---------- | ---------- | ---------- | ---------- | ---------- |
| 서력 (西曆) | 424년           | 425년      | 426년      | 427년      | 428년      | 429년      | 430년      | 431년      | 432년      | 433년      |
| 간지 (干支) | 갑자(甲子)      | 을축(乙丑) | 병인(丙寅) | 정묘(丁卯) | 무진(戊辰) | 기사(己巳) | 경오(庚午) | 신미(辛未) | 임신(壬申) | 계유(癸酉) |
| 연호 (年號) | 원가(元嘉) 원년 | 2년        | 3년        | 4년        | 5년        | 6년        | 7년        | 8년        | 9년        | 10년       |
| 문제        | 11년            | 12년       | 13년       | 14년       | 15년       | 16년       | 17년       | 18년       | 19년       | 20년       |
| 서력 (西曆) | 434년           | 435년      | 436년      | 437년      | 438년      | 439년      | 440년      | 441년      | 442년      | 443년      |
| 간지 (干支) | 갑술(甲戌)      | 을해(乙亥) | 병자(丙子) | 정축(丁丑) | 무인(戊寅) | 기묘(己卯) | 경진(庚辰) | 신사(辛巳) | 임오(壬午) | 계미(癸未) |
| 연호 (年號) | 11년            | 12년       | 13년       | 14년       | 15년       | 16년       | 17년       | 18년       | 19년       | 20년       |
| 문제        | 21년            | 22년       | 23년       | 24년       | 25년       | 26년       | 27년       | 28년       | 29년       | 30년       |
| 서력 (西曆) | 444년           | 445년      | 446년      | 447년      | 448년      | 449년      | 450년      | 451년      | 452년      | 453년      |
| 간지 (干支) | 갑신(甲申)      | 을유(乙酉) | 병술(丙戌) | 정해(丁亥) | 무자(戊子) | 기축(己丑) | 경인(庚寅) | 신묘(辛卯) | 임진(壬辰) | 계사(癸巳) |
| 연호 (年號) | 21년            | 22년       | 23년       | 24년       | 25년       | 26년       | 27년       | 28년       | 29년       | 30년       |